# Grzegorz Pabel
Grzegorz Pabel (ur. 21 sierpnia 1940 w Ostrowcu Świętokrzyskim) – polski malarz, pedagog, wykładowca akademicki, profesor i prorektor Akademii Sztuk Pięknych w Warszawie, prowadził Galerię Studio w Warszawie. 

## Życiorys
Ukończył malarstwo na Akademii Sztuk Pięknych w Warszawie w Pracowni Jana Cybisa w 1965 r. Dwa lata później rozpoczął pracę na macierzystej uczelni, początkowo jako asystent Rajmunda Ziemskiego. Następnie prowadził pracownię malarstwa na wydziale Architektury Wnętrz, później na Wydziale Grafiki. Dwukrotnie pełnił funkcję prorektora ASP w Warszawie, w latach 1991–1993 oraz 2002–2005. W 1992 zyskał tytuł profesora. 
W latach 1996–2007 roku prowadził Galerię Studio w Warszawie, rozwijając współpracę galerii z Akademią Sztuk Pięknych oraz zacieśniając więzi z lokalnym środowiskiem artystycznym. W 2023 roku został uhonorowany przez Okręg Warszawski Związku Polskich Artystów Plastyków Nagrodą imienia Jana Cybisa.

## Twórczość
Twórczość Grzegorza Pabla obejmuje malarstwo, rysunek, kolaże, prace na jedwabiu. W centrum stawia harmonię, kolor i abstrakcję. Jego prace były wystawiane na wielu wystawach indywidualnych i zbiorowych. 

## Wystawy indywidualne
- 1974 Galeria Towarzystwa Przyjaciół Sztuk Pięknych Pałacyk, Warszawa
- 1975 Galeria – Staromiejski Dom Kultury, Galeria Sztuki Współczesnej, Warszawa
- 1978 Galeria Sztuki Współczesnej Piotra T. Nowickiego, Warszawa
- 1978 Galeria Sztuki „Plastyka”, Warszawa
- 1980 Galeria MDM, Warszawa
- 1981 Galeria DESA, Nowy Świat, Warszawa
- 1987 Galeria Centrum Sztuki Studio im. Stanisława Ignacego Witkiewicza, Warszawa
- 1988 Galeria DESA na Nowogrodzkiej, Warszawa
- 1989 Galeria Malarstwa P. Sosnowskiego, Warszawa
- 1991 Galeria IWP, Warszawa
- 1991 Galeria Politechnic, Brighton
- 1992 Galeria Hof & Huyser, Amsterdam
- 1993 Galeria na Mazowieckiej, Warszawa
- 1993 Muzeum Okręgowe, Toruń
- 1993 Galeria Instytutu Polskiego, Berlin
- 1993 Galeria U Jezuitów, Poznań
- 1993 Galeria Hof & Huyser, Amsterdam
- 1993 Galeria Instytutu Polskiego, Wiedeń
- 1994 Galeria Prywatna, Haga
- 1994 Galeria Miejska, Oslo
- 1996 Galeria BWA, Poznań
- 1997 Galeria Santa Fe, Floryda, Gainesville
- 1999 Galeria ASP, Łódź
- 2000 Galeria Pokaz, Warszawa
- 2001 Galeria Kordegarda, Warszawa
- 2001 Galery MEG, Toronto
- 2001 Muzeum Historyczne, Sanok
- 2002 Instytut Polski, Budapeszt
- 2003 Szanghaj
- 2003 "Rygor i Emocja", Galeria Studio, Warszawa; Galeria pod Atlantami, Wałbrzych; Płocka Galeria Sztuki, Płock
- 2012 Wystawa w Galerii Aula w Akademii Sztuk Pięknych w Warszawie
- 2013 Stowarzyszenie Wolnego Słowa, Marszałkowska 1, Warszawa
- 2018 Wystawa w Akademii Sztuk Pięknych w Warszawie
- 2021 Galeria Retroavangarda, Warszawa

## Wystawy zbiorowe
Brał udział w ponad 100 wystawach zbiorowych w kraju i za granicą. 